# Vrede van Utrecht Vijfje
Het Vrede van Utrecht Vijfje is de eerste Nederlandse zilveren vijfeuroherdenkingsmunt van 2013. De munt is de tweede herdenkingsmunt van het jaar, de eerste was de Dubbelkop 2013. Deze 5 euromunt is geslagen ter herdenking van 300 jaar Vrede van Utrecht.
De eerste slag vond op 11 april 2013 plaats in het stadhuis van Utrecht. Ook werd die dag een schilderij in de trant van de 17e eeuw onthuld worden.

## Het ontwerp
De munt is ontworpen door Erno Langenberg. Hij heeft op de munt koningin Beatrix afgebeeld in een cirkel van 35 ganzenveren. Deze veren stellen de 35 delegaties voor die op 11 april 1713 de zes landen vertegenwoordigend die de verdragen sloten die samen de Vrede van Utrecht vormden.
Op de keerzijde staan dezelfde 35 pennen, maar ditmaal om een wereldbol waarin het wapen van Utrecht is geplaatst.

## Specificaties
De specificaties van de circulatiemunt gelden ook voor de Eerste Dag Uitgifte. 
|           | Circulatie Vijfje       | Proof Vijfje            | Tientje              |
| --------- | ----------------------- | ----------------------- | -------------------- |
| Metaal:   | verzilverd koper        | zilver 925/1000         | goud 900/1000        |
| Gewicht:  | 10,5 gram               | 15,5 gram               | 6,72 gram            |
| Diameter: | 29 mm                   | 33 mm                   | 22,5 mm              |
| Oplage:   | 220.000                 | 12.500                  | 2.000                |
| Rand:     | * GOD * ZIJ * MET * ONS | * GOD * ZIJ * MET * ONS | Fijn geribbelde rand |

## Trivia
- Het Vrede van Utrecht Vijfje is de laatste munt waar koningin Beatrix als staatshoofd op staat.[3]
- Er is ook een speciale set gemaakt met daarin zes zilveren 5 euromunten die ingekleurd zijn. De kleuren zijn op basis van de vlaggen van de zes landen die de Vrede van Utrecht hebben getekend.[5]

Gulden herdenkingsmunten:

Dubbelkop 1980 · Unie van Utrecht · Voetbalvijfje

Nederlandse euro-herdenkingsmunten:

herdenkingsmunten van € 2: Erasmusmunt · Dubbelkop Beatrix-Willem-Alexander · 200 jaar koninkrijk

meerwaardeherdenkingsmunten:

Zilveren vijfjes: Vincent van Gogh Vijfje · Europamunt · Koninkrijksmunt · Vredes Vijfje · Belasting Vijfje · Australië Vijfje · Rembrandt Vijfje · Michiel de Ruyter Vijfje · Architectuur Vijfje · Manhattan Vijfje · Japan Vijfje · Max Havelaar Vijfje · Waterland Vijfje · Schilderkunst Vijfje · Muntgebouw Vijfje · WNF Vijfje · Tulpen Vijfje · Beeldhouwkunst Vijfje · Grachtengordel Vijfje · Vrede van Utrecht Vijfje · Rietveld Vijfje · Vredespaleis Vijfje · De Nederlandsche Bank Vijfje · Van Nelle Vijfje · Waterloo Vijfje · Wadden Vijfje · Jheronimus Bosch Vijfje · Stelling van Amsterdam Vijfje · Johan Cruijff Vijfje · Fanny Blankers-Koen Vijfje · Schokland Vijfje · Wageningen Universiteit Vijfje · Luchtvaart Vijfje · Beemster Vijfje · Market Garden Vijfje · Jaap Eden Vijfje

Zilveren tientjes: Huwelijksmunt · Geboortemunt · Jubileummunt · Koningstientje · Verjaardagstientje
Caribisch Nederland: BES-dollar (2011, 2013)